# Lissaspis exigua
Lissaspis exigua là một loài tò vò trong họ Ichneumonidae.